# Перикардитис
Перикардитис, (лат. pericarditis), је врло ретка болест срчане марамице (перикарда), која се ретко јавља примарно, већ је најчешће у склопу неког другог обољења или као компликација основне болести. 

## Епидемиологија
Учесталост перикардитиса, према обдукцијским налазима, је релативно велика. Разни аутори наводе да је перикардитис присутан у 4 до 12% обдукованих. Инциденца, најзаступљенијих облика перикардитиса, у земљама запада износи; код вирусних инфекција 30%, бактеријских инфекција 5-10% (5 на 100.000 становника), туберкулозе < 4% (у Африци и Јужној Америци овај проценат је много већи), 20 до 30% код аутоимуних поремећаја и 4,7 до 7% код малигних болести. После инфаркта срца, перикардитис се јавља у око 20% болесника. Интересантан је податак да се у току живота болесника перикардитис региструје много ређе, што је најчешће последица недовољно изражене клиничке слике, или због прикривености његових знакова клиничким знацима основне болести.

##### Фактори предиспозиције
Најчешћи предиспонирајући фактори за појаву перикардитиса су;  
- алкохолизам,
- аутоимуне болести,
- интоксикација,
- ХИВ итд.[3]

Полне разлике
Изузев код вирусног перикардитиса, од кога доминантно болују особе мушког пола у доби од 20 до 50 година), са мушко женским односом (3:1), код осталих облика перикардитиса, однос између мушкараца и жена је (1:1).

## Етиологија
| Облик                 | Узрок и узрочници |
| Инфективни            | - Вирусни • Коксакиа вируси • Ехо вируси • Аденовируси • ЕБВ • ХИВ • Инфлуенца вирус • Варичела • Рубеола • Парво Б-19 вирус • - Бактерије • Стрептококус • Стафилококус • Неисерије • Хемофилус • Хламидија • Легионела • Туберкулоза • Салмонела • Лајмска болест • Трепонема • Борелиоза • - Гљиве; хистоплазмоза • Бластомикоза • Нокардиа • Кандида • Актиномикоза • - Рикеције - Паразити • Ехинококус • Амебиаза • Токсоплазмоза * |
| Аутоимуни (системски) | - Реуматске болести • Реуматска грозница • Микседем • Реуматоидни артритис • Васкулитис, склеродерма - Остале аутоимуне болести • Саркоидоза, Полиартеритис • Вагнерова грануломатоза •Reiter's syndrome • Дермомиозитис • |
| Трауматски            | - Бласт повреда - Пенетрантне повреде • Убодина • Прострелна рана • - Јатрогени • у току кардиохируршких и грудних операција • пласирања пејсмејкера • бронхоскопије • катетеризације срца • |
| Туморски              | - Примарни • Рабдомиосарком • Тератом • Липом • Ангиом • Леиомиом • Фибром • - Метастатски • Тумори плућа • Тумори лимфног система • Хоџкинова болест • Меланом • Карцином желуца • |
| Постинфарктни         | - Перикардитис у току акутног инфаркта срца - Посткардијални (постинфарктни) синдром |
| Медикаментозни        | - Антиаритмици- Прокаинамид (Procanbid®, Pronestyl®) • Фенитоин (Dilantin®) - Остали лекови-Антикоагуланти • Тромболитици • Доксорубицин • Пеницилин • Фенилбутазон |
| Метаболички           | - Уремични (бубрежна инсуфицијенција - уремија) - Вирусни (токсични) аутоимуни микседем - Адисонова болест - Дијабетесна кетоацидоза - Холестеролски перикардитис |
| Други узроци          | - Пострадијациони - Хемиперикард пострауматски, неконтролисани антикоагулантни • постинфарктни - Пнеумоперикард пострауматски продор ваздуха у срчану кесу - Амилоидоза - Дисекција анеуризме |
| Идиопатски            | - Вирусни, у око 75 до 80% случајева, најчешће код аутоимуних болести |

## Патофизиологија
Срчана марамица (перикард) је фиброеластична двослојна кеса, сачињена од висцералног и паријеталног слоја, раздвојених перикардијалним простором, и налази се у средишњем делу грудног коша око срчаних шупљина. У здравих особа, перикардијална шупљина садржи 15 до 50 ml (бледоружичастог) ултрафилтрата крвне плазме који спречава појаву трења у току покрета срца. Улога перикарда је да штити срце од инфекција и спољашњих и унутрашњих утицаја, држи срце у стабилном положају и спречава прекомерно ширење срчаних комора, што све заједно обезбеђује његово ефикасно функционисање. 
Перикардитис је медицински израз за упалу срчане марамице, која се најчешће јавља у акутном облику - обично изненада и може трајати и до неколико месеци. У току перикардитиса срчана марамица постаје натечене, црвена, са могућом појавом излива, крви или течности у простору између слојева марамице (хемоперикард), понекад и са присуством ваздуха (пнеумоперикардијум), што може имати за последицу тампонаду срца.
Перикард је релативно крут и нерастегљив. Карактеристике прилагођавања перикарда могу се пратити упоређивањем односа интраперикардијалног притиска и интраперикардијалног волумена.

## Клиничка слика[7]
- Најчешћи симптом акутног перикардитиса је прекордиални или ретростернал бол у грудном кошу, који болесници описују као веома оштар бол у виду пробода.[8]
- Бол може настати изненада или постепено и на почетку болести може зрачити позади (у предео левог трапезастог мишића), врат, лево раме и леву руку.
- У току покрета тела и при удаху бол се погоршава.
- Интензитет бола је најјачи у току лежања, и након преласка болесника у седећи положај, са горњим половином тела, нагнутом унапред, бол попушта (слаби).
- Перикардитис прати и појава следећих општих знакова и симптома; повремена грозница, диспнеја, кашаљ и дисфагија (поремећај гутања), повишена телесна температура. Туберкулозни перикардитис, прати грозница, ноћно знојење, губитак тежине у око (80%) случајева.
- Код одређених облика перикардитиса јављају се и акутни болови у стомаку и други психосоматски поремећаји (страх, анксиозност, узнемиреност, умор, малаксалост), са мање или више израженим психосоматским поремећајима.

## Дијагноза

#### Симптоми болести
- Општи симптоми и знаци перикардитиса: температура, општа слабост, знојење, губитак тежине, отежано дисање, цијаноза, ортопнеја.
- Посебни знаци и симптоми перикардитиса: карактеристични су за сваку болест посебно и описани су у посебном поглављу.

#### Физикални преглед
- Аускултација:[9]

Шум перикардног трења, чује се у систоли и дијастоли, синхроно са радом срца, најбоље у трећем и четвртом међуребарном простору уз леву ивицу грудне кости. Звук перикардног трења је груб звук, у виду гребања или шкрипања, и чује се на великом простору предсрчаног предела. Ова врста шумова настаје у току разних инфекција, бубрежне инсуфицијенције (уремије), након свежег инфаркта срца, и других поремећаја који су прећени стварањем фибринских наслага на листовим перикарда, и својим међусобним трењем стварају шумове.
Хидропнеумоперикардни шум, манифестује се појавом звука сличног бућкању. Звук је металног призвука и сличан је звуку који се јавља код хидропнеумоторакса. Овај звук настаје код продирања ваздуха или накупљања течности (перикардијални излив) или гноја у срчаној кеси, најчешће након повреда, обично оружјем, инфекција или малигних тумора које се са плућа шире на срчану кесу.
- Перкусија: код већих излива и тампонаде срца, добија се потмуо звук са проширеним перкуторним границама срца. Срчана тмулост има облик троугла када болесник седи или стоји. Врх троугла срчане тмулости (код израженог излива) налази се у другом међуребарном простору. Срчана тмулост се протеже надоле до шестог међуребарног простора и са горњом границом јетре гради туп угао. Граница релативне тмулости срца се изједначава са границом апсолутне тмулости, јер растегнута срчана кеса потискује плућа.[9]

#### Дијагностичке методе[2][10][2]
| Метода                     | Налаз |
| Рендген срца и плућа       | - Код сувог перикардита налаз је обично негативан - Перикардијални излив приказује проширења срчане сенке (ако излив прелази 500 мл) која добија изглед крушке, застој у плућима (дискретан плурални излив јавља се у 1/4 случајева), проширење силуете великих крвних судова срца (или оне потпуно недостају. - Након пункције перикардног излива ствара се пнеумоперикард (појава ваздуха) - Код хроничних случајева и сумње на констриктивни перикардитис, ради се ангиографија срца.        |
| Електрокардиограм          | - Приказује промене уобичајеног ритма срца који могу да укажу перикардитис. У око 60 - 80 процента, болесника са перикардитисом, срчани ритам је измењен у свим облицима запаљењског пертикардитиса. - Најчешће испољавање промена је у конвексној елевацији С-Т сегмента у стандардним и другим деривацијама, коју прати ниска волтажа. Ова слика је обично краткотрајна и не прати је слика у огледалу као код коронарне болести. *Промене у виду инверзног Т-таласа присутне су знатно дуже. |
| Ехокардиографија           | - Приказује функције срца и евентуално присуство течности око срца (манифестује се раздвајањем простора око срца). - Може показати класичне знаке констриктивног перикардитиса које се у налазу манифестује као задебљање срчане марамице и поремећај покрета срца. - Недостатак раздвајања не елиминише перикардитис ако је количина излива мала. |
| MR-томографија CT- томографија | - Приказује вишак течности у перикардијуму. - Приказује знаке запаљењског процеса око срца, које прати задебљање перикарда и знаци компресије срца. |
| Катетеризација срца        | - Пружа информације о притисцима који владају у шупљинама срца у току њиховог пуњења, чиме се потврђује дијагноза констриктивног облика перикардитиса. |
| Лабораторијске анализе     | - Примењују се у диференцијалној дијагнози срчаних напада и утврђивању основног узрочника перикардитиса. - Најчешћи налаз је убрзана седиментација еритроцита, леукоцитоза са полиморфонуклеарним леукоцитима и увећане вредности -реактивног протеина (CK) (као маркера запаљења). - Појава леукопеније код туберкулозног перикардита. - Други лабораторијски тестови могу се користити у дијагностици перикардитиса изазваног аутоимуним болестима.                                             |

## Диференцијална дијагноза[19]
- Болести • Дисекција аорте • Гастритис (акутни) • Коронарни артеријски вазоспазам • Инфаркт срца • Руптура једњака • Пептички чир (улкус) • Спазам једњака • Плућна емболија • Езофагитис

- Остали симптоми које треба имати у виду• Бол у грудима • Исхемије миокарда

## Терапија
Терапија акутног перикардита углавном је усмерена на етиолошко лечење, ако је познат узрочник или основна болест и на сузбијање симптома;
Суви перикардитис (лат. pericarditis sicca) углавном не захтева посебно лечење, изузев примене аналгетика, антитусика и антипиретика. У току лечења овог облика потребно је стално пратити болесника, јер се суви перикардитис може претворити у ексудативни, туберкулозни или реуматиски.
Ексудативни перикардитис (лат. pericarditis exucativa), је знатно сложенији за лечење и састоји се у следећем;
- Строго мировање уз редовну контролу температуре, крвног притиска и венског притиска, како би се евентуално на време открили знаци тампонаде срца, која може угрозити живот болесника.
- Дијагностичка пункција, обично се ради код сваког ексудативног перикардитиса како би се након прегледа ексудата, поставила дијагноза и спровело етиолошко лечење.
- Пункција и дренажа, је апсолутно индикована, ако постоје знаци срчане тампонаде као што су; набрекле вене врата, парадоксални пулс, тахикардија и пад крвног притиска. Пункција се може понављати више пута, а према потреби може се поставити и „стална“ дренажа, у трајању од неколико дана.
- Код доказаног бактеријског перикардитиса, препоручује се локална примена антибиотика, или туберкулостатика, у перикардну шупљину. Како би се избегло накнадно стварање прираслица може се применити и примена воденог раствора кортикостероида.
- Примена аналгетика, антипиретика, диуретика и остале симптоматске и етиолошке терапије зависи од узрочника и може бити различита.

### Терапија појединих облика перикардитиса

#### Акутни перикардитис
Независно од етиологије акутни перикардитис се може јавити у облику сувог или влажног, ексудативног или фиброзног перикардитиса. 
Клиничка слика; се карактерише, продромалном температуром, општом слабошћу, боловима у мишићима, грозницом, ретростерналним болом у левој половини предсрчане области, који зрачи у леви трапезасти мишић и леву руку. Од осталих симптома могу се јавити; знаци запаљења плућне марамице и знаци ангинозног бола који може симулирати срчану исхемију. (инфаркт срца)
Објективни налаз: ауискултаторно се чује шум перикардијалног трења, перкусијом се открива проширење срчане сенке, а ехокардиографијом присуство перикардијалног излива, који потврђује и радиолошка томографија и ЕКГ. Резултати лабораторијских анализа су различити у зависности од етиологије акутног перикардитиса.
Терапија: болничког лечење код ове форме парикардита је обавезно, и пре свега има за циљ утврђивање етиологије болести и посматрање развоја болести и правовремено утврђивање евентуалног развоја тампонаде срца. Нестероидни антиинфламаторни лекови су примарни у лечењу акутног перикардитиса.  Индометацин треба избегавати у старијих болесника због смањења протока у коронарној циркулацији. Ибупрофен је пожељан јер има мало нежељених дејстава, повољно утиче на коронарни проток, и може се применити у великим дозама (300 до 800 мг на 6-8 часова)  Системска кортикостероидна терапија треба да буде ограничен на акутни перикардит код болести везивног ткива, аутоимуних и уремијски перикардитис. 
Перикардиоцентеза је метода избора код акутног перикатрдитиса праћеног тампонадом срца, а може се применити и у дијагностичке сврхе. Индикације за перикардиоцентезу се одређују према посебно прописаним критеријумима. Дисекција аорте је контраиндикација за перикардиоцентезу, а релативна контраиндикација коагулопатије антикоагулантна терапија, тромбоцитопенија (мања од 50.000/мм 3). Хируршка дренажа се примењује код акутног трауматског перикардитиса, хаемоперикардитиса и гнојног перикардитиса. 
- Реуматски перикардистис, лат. Pericarditis rheumatica спада у најчешћи облик акутног перикардитиса, и најчешће се јавља у облику панкардитиса. Лечење је идентично као код реуматске грознице. Најбоље резултате даје примена кортикостероида и то водених раствора у перикардијалну шупљину, што значајно смањује појаву масивних адхезија.

- Уремични перикардитис, (лат. Pericarditis uremica) је суви облик перикардитиса који се најчешће јавља у завршној фази бубрежне инсуфицијенције. Независно од етиологије бубрежних болести уремични перикардитис је присутан ко око 50% болесника са уремијом. У многим случајевима се за живота болесника он не дијагностикује, јер протиче асимптоматски. Лечење се састоји у лечењу бубрежне инсуфицијенције и примени симптоматске терапије и аналгетика.

- Гнојни перикардитис (лат. Pericarditis purulentaпре ере антибиотика, овај облик перикардитиса је био јако чест, док се дана среће јако ретко. лечење се спроводи применом великих доза антибиотика, пункцијом и дренажом гноја и испирањем перикардне шупљине са 200 - 300 ml физиолошког раствора. код тежих случајева ради се и хируршка дренажа, која знатно смањује смртност.

## Компликације
- Рецидив (понављање) перикардитиса може довести до значајног увећања смртности.
- Тампонада срца.
- Констриктивни перикардитис.
- Комбинација ексудативног и констриктивног перикардитиса.

## Прогноза
- Прогноза перикардитиса умногоме зависи од етиологије, правовремене дијагнозе и терапије, али и од тока болести.
- Перикардитис идиопатске и вирусне етиологије обично има неизвесну прогнозу.
- Гнојни, туберкулозни, и малигни перикардит имају прогресиван ток, са честим компликацијама и већином доводе до смртног завршетка.
- Хронични облик адхезивног перикардита захтева хируршко лечење, које уклања фиброзне наслаге, омогућава нормалан рад срца и животне активности болесника. Примена конзервативне терапије у замену за оперативно лечење, значајно има лошију прогнозу.

## Перикардитис (речник појмова)
- Акутни перикардитис: је упала перикардијума која се развија изненада и праћена је изненадном појавом симптома.[2]
- Тампонада срца: је тешка компресија срца које нарушава његову способност да нормално функционише. Тампонада срца је ургентно стање које захтева хитну медицинску помоћ (брзу дијагнозу и лечење).[2]
- Хронични перикардитис: је упала перикардијум који траје три месеца или дуже, након акутног почетка.[2]
- Констриктивни перикардитис: је тешки облик перикардитис у којем се упаљени слојеви перикардијума слепљују постају тврди (укрућени) и формирају ожиљно ткиво. Констриктивни перикардитис омета нормалну функцију срца.
- Заразни перикардитис: је упала срчане кесе као последица вирусне, бактеријске, гљивичне и паразитарне инфекције.[2]
- Идиопатски перикардитис: је перикардитис непознатог узрока.
- Перикардијална ефузија: је гомилања вишка течности у перикардијум.
- Перикардијални прозор:је минимално инвазивна хируршка интервенција којом се врше дренажа (одвод) течност која је акумулирана у перикардијуму. Ова хируршка процедура подразумева мали рез на грудима кроз који се врши отварање перикардијума.[2]
- Перикардиектомија: је хируршко лечење перикардитиса, које подразумева уклањање дела перикардијума.[2]
- Перикардиоцентеза: је оперативни захват којим се уз помоћ специјалног катетера врши одвођење вишка течности из перикардијума.[2]
- Трауматски перикардитис: перикардитис који се развија као резултат повреде грудног коша, (пример: после саобраћајне несреће).[2]